# Rue Delesseux
La rue Delesseux est une voie du 19e arrondissement de Paris, en France.

## Situation et accès
La rue Delesseux est une voie publique située dans le 19e arrondissement de Paris. Elle débute au 14, rue des Ardennes et se termine au 11, rue Adolphe-Mille.

## Origine du nom

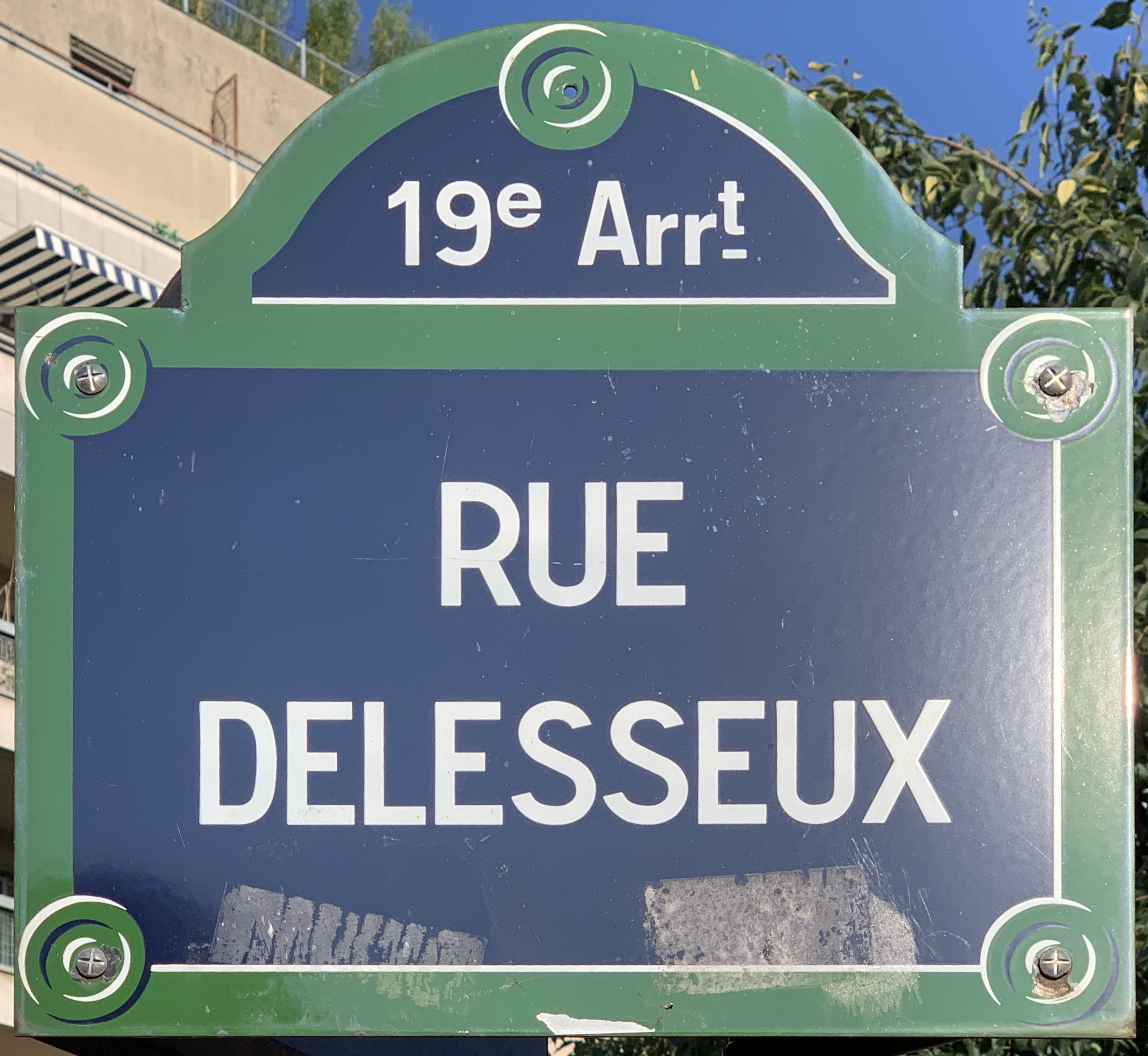
Plaque de la rue.

La rue tire son nom de celui d'un ancien propriétaire local.

## Historique
Cette voie qui est ouverte en 1898 sous le nom de « passage Delesseux » devient la « rue Delesseux » en 1942.